# José Bento Vieira de Barcelos
José Bento Vieira de Barcelos (? — ?) foi um político brasileiro.
Foi presidente da província de Alagoas, de 11 de setembro a 26 de novembro de 1884.